# Saint-Gence
Saint-Gence är en kommun i departementet Haute-Vienne i regionen Nouvelle-Aquitaine i västra Frankrike. Kommunen ligger i kantonen Nieul som tillhör arrondissementet Limoges. År 2022 hade Saint-Gence 2 208 invånare.

## Befolkningsutveckling
Antalet invånare i kommunen Saint-Gence
| Referens: INSEE |